# Arceus
Arceus (アルセウス, Aruseusu)

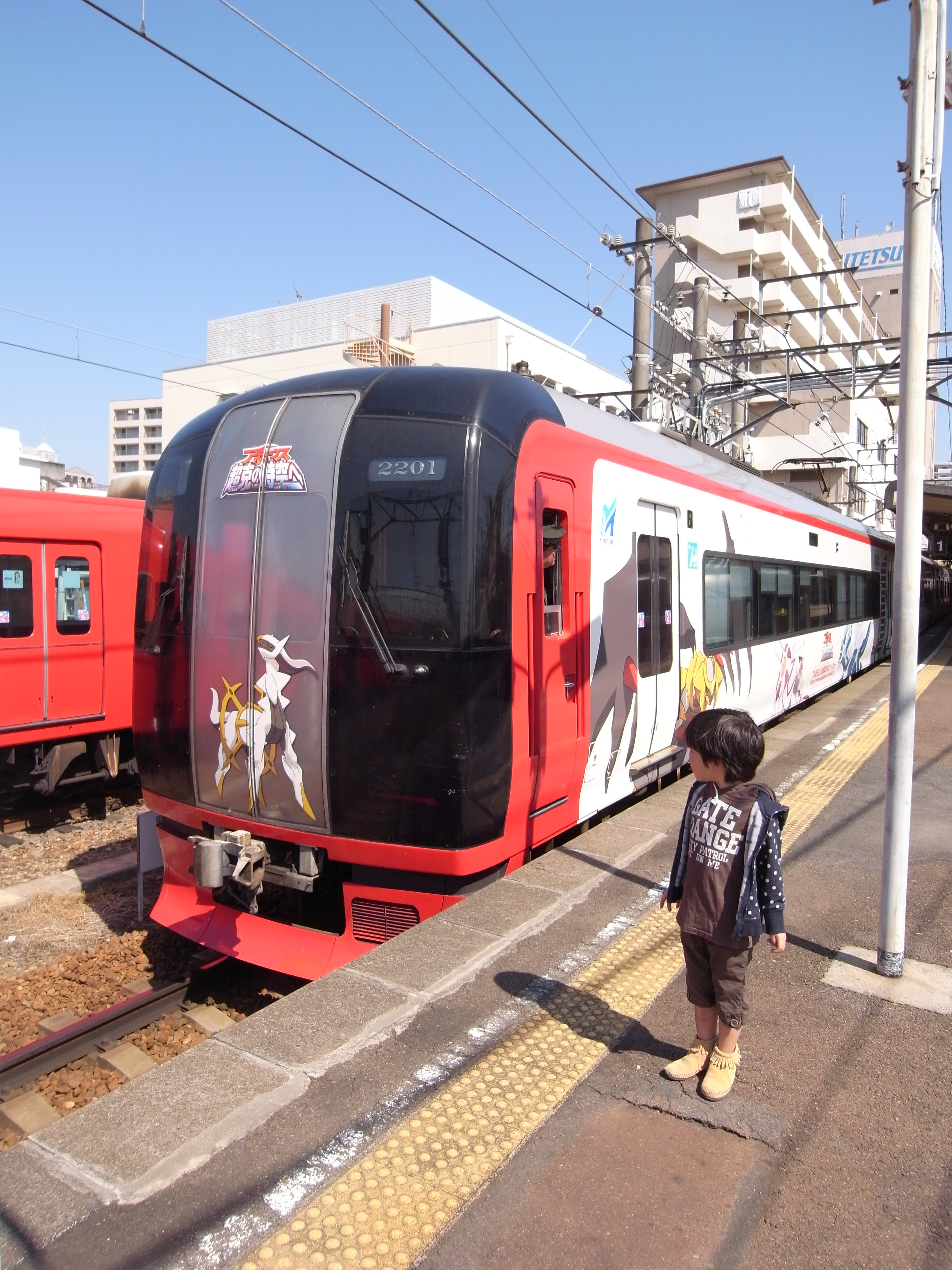
EMU Meitetsu série 2200 avec motif du personnage Pokémon Arceus sur le devant

est un Pokémon légendaire de type Normal de la quatrième génération. Il est révélé officiellement par Nintendo le 14 février 2009 en tant que vedette du film Pokémon : Arceus et le Joyau de vie. Il est ensuite dévoilé au public international le 3 août de la même année.
Arceus est présenté dans le jeu et dans l'anime comme le créateur de l’univers Pokémon dans la mythologie de Sinnoh. Il est l'un des Pokémon les plus puissants de la licence. Dans l'anime, il peut apprendre toutes les attaques et peut aussi toutes les absorber. On lui attribue notamment la création de l'univers grâce à ses mille bras. Les légendes reportent qu'il a créé Dialga et Palkia et Giratina, en charge respectivement du temps, de l'espace et de l'anti-matière. Il est aussi le créateur du trio légendaire composé de Créhelf, Créfollet et Créfadet (ayant apporté respectivement intelligence, émotions et volonté aux humains). Arceus est du type Normal mais équipé d'une plaque élémentaire, il peut emprunter l'un des 17 autres types existants grâce à son Talent Multi-Type. Cela changera sa couleur et le type de l'attaque Jugement, qu'il apprend au niveau 100, qui sera celui de la plaque tenue.
Il est au centre de l'intrigue du jeu Légendes Pokémon : Arceus.

## Création

### Conception graphique
Arceus est un Pokémon équin au pelage principalement blanc. La région gris foncé de son ventre, parcouru par deux longues stries, s'étend jusqu'au bassin et à l'intérieur des cuisses. On retrouve cette double strie en travers du visage, des deux côtés de son long appendice occipital et sous sa queue, les autres parties sombres de son corps. Ses quatre pattes chevalines accusent des protubérances et se terminent par de fins sabots dorés. Il a deux disques jugaux verts tout comme ses iris, des pupilles rouges, des oreilles cornues pointant vers le haut et une petite crête dorée ornant son front. Son long cou présente deux paires d’excroissances latérales et un épais duvet au-dessus du poitrail. Le milieu de son corps est ceinturé par une roue dorée aux quatre branches partant en croix et jointes entre elles par deux arcs de cercle, avec un joyau vert incrusté à chaque intersection.
Arceus est de type Normal, mais peut changer de type s'il tient une Plaque ou un Cristal Z élémentaire autre que la Normazélite. Les parties non blanches de son corps prennent alors d'autres couleurs, en particulier ses yeux, ses sabots et sa roue cruciforme.
Arceus est considéré comme le dieu créateur de Sinnoh, voire de l'univers Pokémon tout entier qu'il aurait, selon la légende, façonné de ses mille bras. Les ouvrages de la bibliothèque de Joliberges se réfèrent à lui comme « l'Être Originel », né de l'Œuf issu du chaos initial. Toujours selon les mythes régionaux, Arceus aurait créé le monde Pokémon et engendré deux trios légendaires : les Gardiens des Lacs de Sinnoh (Créhelf, Créfollet et Créfadet) et le trio de la création (Dialga, Palkia et Giratina). De ce fait, il est probablement l'un des Pokémon à la plus grande longévité ou ancienneté.
Arceus s'érige comme un gardien du monde depuis les temps anciens, pouvant protéger la planète contre des cataclysmes en tout genre. Il sait exprimer gratitude et compassion envers tous ceux qui lui témoignent les mêmes sentiments. En revanche, il ne tolère aucune forme d'irrespect, et peut se livrer à un véritable carnage s'il est trahi ou déçu (en particulier par ceux en lesquels il a placé sa confiance, exacerbant sa rancune). Son rôle de dieu Pokémon se retrouve jusque dans le nom de sa capacité signature, Jugement. D'après le film 12, il tire sa force des Plaques élémentaires ; il peut détruire une région entière puis la ramener à son état d'origine, faire disparaître des entités dans les airs ou encore suspendre le cours du temps.
L'apparence d'Arceus est inspirée du qilin, un monstre de la mythologie chinoise, ainsi que des roues bouddhiques du Dharma ou de l'existence karmique pour sa parure cruciforme. Sa naissance emprunte au mythe universel de l'œuf cosmique, tandis que son rang dans la cosmogonie Pokémon dérive des déités créatrices, tels Kuni-no-Tokotachi ou Ame-no-Minakanushi dans le shintoïsme.

### Étymologie
- Français, anglais, allemand, japonais : アルセウス Arceus vient des mots latins arcanus (secret ou mystère) et deus (dieu), ou encore d'arc et aureus (doré). Il peut aussi dériver d'Archeus ou en grec ἀρχαῖος / arkhaĩos, « antique, ancien » (le principe du métabolisme)[Quoi ?], du grec ancien ἀρχή / arkhḗ, « origine, gouvernement », ou du nom propre Arcésios (le roi d'Ithaque et fils de Zeus dans l'Odyssée homérienne).[réf. nécessaire]

## Description du Pokédex

### Pokémon Diamant
La mythologie le décrit comme le Pokémon qui a façonné l'univers avec ses 1 000 bras.

### Pokémon Perle
Dans la mythologie, ce Pokémon existait déjà avant la formation de l'univers.

### Pokémon Platine
On dit que son œuf a éclos dans le néant et qu'il est à l'origine de la création du monde.

### Pokémon Or HeartGoldetArgent SoulSilver
La mythologie de Sinnoh veut qu'il soit apparu sous forme d'œuf et ait créé le monde.

### Pokémon Ranger: Sillages de Lumière
Attaque en faisant tomber des Météores. Se protège avec des orbes psychiques.

### Pokémon NoiretBlanc
On dit que son œuf a éclos dans le néant et qu'il est à l'origine de la création du monde.

### Pokémon Noir 2etBlanc 2
On dit que son œuf a éclos dans le néant et qu'il est à l'origine de la création du monde.

### Pokémon X
La mythologie de Sinnoh veut qu'il soit apparu sous forme d'œuf et ait créé le monde.

### Pokémon Y
Dans la mythologie, ce Pokémon existait déjà avant la formation de l'univers.

### Pokémon Rubis Oméga
La mythologie de Sinnoh veut qu'il soit apparu sous forme d’œuf et ait créé le monde.

### Pokémon Saphir Alpha
Dans la mythologie, ce Pokémon existait déjà avant la formation de l'univers.

## Apparitions

### Jeux vidéo
Arceus apparaît dans la série de jeux vidéo Pokémon. D'abord en japonais, puis traduits en plusieurs autres langues, ces jeux ont été vendus à plus de 200 millions d'exemplaires à travers le monde.
Il aurait dû apparaître la première fois dans Pokémon Diamant et Perle à la suite d'un événement de Nintendo. Les données décompilées de ces jeux révèlent que le joueur devait recevoir la Flûte Azur grâce à cet événement et se rendre aux Colonnes Lances du Mont Couronné. Après utilisation de la Flûte Azur aux Colonnes Lances un escalier transparent apparaît et révèle la "Salle Originelle" dans laquelle réside Arceus. L'événement n'ayant jamais vu le jour, Arceus ne peut être affronté et capturé uniquement par utilisation du Tweaking Trick dans les jeux Diamant et Perle, et la Flûte Azur ne peut être obtenue qu'en trichant.
Il est ensuite l'objet de plusieurs distributions notamment lors de la sortie du film Pokémon Arceus et le Joyau de vie. Dans les jeux Pokémon Or HeartGold et Argent SoulSilver, un Arceus issu d'un événement particulier débloquera l'accès aux Ruines Sinnoh où le joueur peut obtenir un œuf de Dialga, Palkia ou Giratina au niveau 1, chose normalement impossible du fait de leur statut de Pokémon légendaire.
Arceus apparait également dans le jeu vidéo centré sur lui, Légendes Pokémon : Arceus.

### Série télévisée et films
La série télévisée Pokémon, ainsi que les films, sont des aventures séparées de la plupart des autres versions de Pokémon et mettent en scène Sacha en tant que personnage principal. Sacha et ses compagnons voyagent à travers le monde Pokémon en combattant d'autres dresseurs Pokémon.
Arceus est le personnage principal du 12e film Pokémon, Arceus et le Joyau de vie, et il apparait dans le 18e film, Hoopa et le Choc des Légendes.
Dans le 8e épisode de la saison 8 de la série télévisée Dr House, le personnage éponyme y fait référence. Il est en effet cité comme le créateur de l'univers « et de trois cent poisons différents » par le docteur House,